# Tecnópole
Tecnópole es el Parque Tecnológico de Galicia, España, un recinto de 550.000 metros cuadrados cuya sociedad gestora presta servicios especializados a empresas de base tecnológica y elevado perfil innovador. Se encuentra en San Ciprián de Viñas a 12 kilómetros de la ciudad de Orense y está comunicado con las ciudades gallegas más importantes a través de autopistas y autovías. Además, está prevista su comunicación con la Meseta en menos de dos horas a través del AVE.
La entidad que opera bajo la fórmula jurídica de sociedad gestora, presta servicios al conjunto del tejido productivo gallego desde la localidad de ourensana de San Cibrao das Viñas y acoge en su recinto a más de 90 empresas, que se reparten entre las ubicadas en parcelas y las de los 'nidos' de sus viveros empresariales. Además, desde el Parque Tecnolóxico operan los centros tecnológicos de la madera (CIS-Madeira), de la carne (Centro Tecnolóxico da Carne) y de la metalurgia (Aimen) y el Laboratorio Oficial de Metroloxía de Galicia (LOMG), además del Centro de Investigación, Transferencia e Innovación (CITI) de la Universidade de Vigo.
En los próximos meses, una inversión de 14 millones de euros hará posible que la superficie de Tecnópole se duplique, con el objetivo de habilitar más parcelas para la ubicación de empresas y centros tecnológicos, además de amplias zonas verdes, aparcamientos, accesos y viales.

## Origen
Tecnópole nació en 1992, contando entre otros con el apoyo de las tres Universidades gallegas, la Diputación y el Ayuntamiento de Orense y el ayuntamiento de San Cibrao das Viñas. 
Los servicios que Tecnópole presta a las empresas que están ubicadas en su recinto y al tejido productivo gallego en general, le diferencian de cualquier otro parque o polígono empresarial por su elevado valor añadido. Las empresas que operan desde sus instalaciones cuentan con servicios de telecomunicaciones, central digital de compras, apoyo a la I+D+i, soporte para cooperación empresarial, red de transferencia de tecnología, servicio de idiomas y otros, como un helipuerto, zona deportiva o formación. Además, cuenta con el Centro de Experimentación en Energías Renovables y el Laboratorio de Biotecnología.

## Ocupación y sectores
El perfil de las empresas ubicadas en Tecnópole responde a un índice elevado de actividades de I+D+i y de aplicación y desarrollo de nuevas tecnologías; relaciones establecidas con la Universidad y centros tecnológicos; capacidad de atracción de otras empresas de alta tecnología; personal altamente cualificado; potencial científico, técnico e innovador; y elevadas perspectivas de viabilidad técnica y económica.
Aproximadamente, el 30 por ciento de la actividad en el Parque Tecnolóxico gira en torno a las Tecnologías de la Información y las Comunicaciones (TIC) y el resto está diversificado en varios sectores, con una tendencia emergente a la especialización en dos ámbitos muy definidos: la biotecnología y las energías renovables. 

## Proyectos
A nivel estatal, en los últimos años ha participado en varios proyectos, como 'COPIT' (Programa de Cooperación con Parques Industriales y Tecnológicos), del que fue entidad de referencia dos años seguidos. Otras iniciativas en las que estuvo involucrada Tecnópole fueron ‘Ceipar’ -programa de Creación de Empresas Innovadoras en Parques- y la ‘Red TT’ –Red de Transferencia de Tecnología-, ambas en colaboración con la Asociación de Parques Científicos y Tecnológicos de España, de la que forma parte. 
En cuanto a los proyectos europeos, ha sido jefe de fila de 'ER-INNOVA', dirigido a la puesta en marcha de un servicio en el ámbito de la Eurorregión Galicia-Norte de Portugal que fomente el uso de herramientas avanzadas basadas en las TIC y destinadas al sector de las energías renovables. Anteriormente, participó en el "PARQUE", para atraer inversiones a los parques empresariales de la Eurorregión Galicia-Norte de Portugal– y en el ‘Serbatec’ –Red Transfronteriza de Recursos y Servicios de Base Tecnológica-.
Además, para apoyar el éxito de las empresas que se ubican en su recinto, Tecnópole puso en marcha en 2005 la Oficina de Financiación de Proyectos, dirigida a ofrecerles información y orientación en la puesta en marcha de sus proyectos de I+D+i contando con todas las ayudas posibles. 
En el ámbito de la divulgación, Tecnópole organiza anualmente desde 2006 la feria científica Galiciencia en la que estudiantes de Secundaria y Bachillerato exponen sus proyectos de investigación compitiendo por el premio final. Muchos de los proyectos expuestos proceden de las Aulas Tecnópole, una iniciativa orientada a despertar en los jóvenes la curiosidad y la inquietud que en un futuro los pueden orientar hacia carrera científica o hacia actitudes y aptitudes de emprendimiento innovador. 

## Viveros empresariales
En Tecnópole se ubican dos viveros de empresas, uno propio y otro de la Cámara de Comercio e Industria de Orense, a los que posteriormente se ha unido la Lanzadera de Empresas Biotecnológicas (específica para el lanzamiento de iniciativas de negocio en este sector). Los nidos del vivero del Parque Tecnológico están dirigidos tanto a emprendedores que quieran iniciar su actividad empresarial como a empresas o departamentos de estas interesados en desarrollar proyectos innovadores o con un marcado componente tecnológico.
Una vez que una empresa se instala en el vivero cuenta, además de con todos los servicios e infraestructuras necesarios para llevar a cabo su actividad, con el apoyo de la Oficina de Proyectos para sacar adelante sus iniciativas de I+D+i con las mayores garantías de captación de financiación.

## Sala de coworking
En 2012 Tecnópole abrió una sala de coworking específicamente dirigida al colectivo de los profesionales autónomos. Se trata de un espacio colectivo abierto los 365 días del año con todos los servicios de una oficina en alquiler (incluyendo acceso a wifi, aparcamiento y recepción) más el valor añadido del contacto con otros profesionales y la cercanía a centros tecnológicos y cerca de un centenar de empresas ubicadas en el recinto del Parque Tecnolóxico de Galicia.

## Certificaciones y responsabilidad social corporativa
Tecnópole es pionera en el ámbito de los parques empresariales por aunar la Certificación de calidad UNE-EN ISO 9001:2000 y las Certificaciones de medio ambiente UNE-EN ISO 14001:2004 y el Reglamento EMAS, los estándares ambientales de referencia.
A través de estas certificaciones, Tecnópole demuestra, por una parte, tener correctamente identificados cuáles son los procesos necesarios para asegurar que sus servicios sean conformes con los requisitos de los clientes y que, por supuesto, se van a cumplir; y, por otra, que se adoptan las medidas necesarias para prevenir la contaminación y mejorar el uso eficiente de la energía, promoviendo la reutilización y reciclaje de los residuos y el uso sostenible de materias primas.
La política de responsabilidad social corporativa (RSC) de Tecnópole se completa con iniciativas relacionadas con el apoyo a la conciliación de la vida personal y familiar. Los trabajadores de la sociedad gestora cuentan con facilidades para realizar parte de su horario laboral desde casa, con aplicaciones de teletrabajo instaladas en equipamiento (portátil, conexión a internet y teléfono móvil) cedido por Parque Tecnológico de Galicia, S.A.
- Datos: Q7692758